# Тейлор, Присцилла
Присци́лла Ли Те́йлор (англ. Priscilla Lee Taylor; 15 августа 1976, Майами, Флорида, США) — американская фотомодель, актриса

 и кинопродюсер.

## Карьера
Она стала Playmate журнала Playboy в марте 1996 года. Её фото было сделано Ричардом Фегли.
Тейлор начала модельную карьеру в возрасте 12 лет. Она снялась в подростковом ситкоме «Малибу, Ка» в роли блондинки на пляжи / актрисы Трейси Бэнкс. Тейлор также является основателем и обладателем «Dutchess Couture».  Она также была участницей эпизода Playboy Playmate в «Факторе страха», который был контрпрограммой Супербоула на NBC для в 2002 году. Помимо того, что она снимается в кино, Присцилла также является кинопродюсером.
«Готические убийцы», Милос Сумерки
Она стала международной звездой с фильмом «Готические убийцы» вместе со Стивеном Бауэром, который получив 4 награды, как лучшая актриса, снова сыграв эту роль в «Gothic Assassins Redux.

## Избранная фильмография
| Год  |   | Русское название       | Оригинальное название  | Роль             |
| ---- | - | ---------------------- | ---------------------- | ---------------- |
| 1998 | с | Эллен                  | Ellen                  | Мелани           |
| 1998 | ф | Шесть дней, семь ночей | Six Days, Seven Nights | купающая девушка |
| 2003 | ф | Вид сверху лучше       | View from the Top      | Джанетт          |